# Puente Nuevo (parroquia)
A Pontenova (llamada oficialmente Sagrado Corazón da Pontenova) es una parroquia y una villa española del municipio de Puente Nuevo, en la provincia de Lugo, Galicia.

## Otras denominaciones
La parroquia también es conocida por el nombre de Corazón de Xesús da Pontenova.

## Organización territorial
La parroquia está formada por seis entidades de población:
- Castelo (O Castelo)
- Coba (A Cova)
- Foxas
- Goyos (Goios)
- Pontenova (A Pontenova)
- Saldoira

## Demografía

### Parroquia
| Gráfica de evolución demográfica de Puente Nuevo (parroquia) entre 2000 y 2020 |
|                                                                                |
| Datos según el nomenclátor publicado por el INE.                               |

### Villa
| Gráfica de evolución demográfica de Pontenova (villa) entre 2000 y 2020 |
|                                                                         |
| Datos según el nomenclátor publicado por el INE.                        |